# 楚留香新傳之蝙蝠傳奇
《楚留香新傳之蝙蝠傳奇》（又名《楚留香之蝙蝠傳奇》或《蝙蝠傳奇》）是古龍於西元1971年所撰寫的楚留香系列小說第五部、新傳第二部。

## 内容简介
楚留香与胡铁花无意间看到华山掌门枯梅大师穿着俗服在江湖中走动，便想一探究竟。他们先后结识了金灵芝、华真真、原随云等人，并一步步踏上了寻找蝙蝠岛之路，也经历了一场惊险、刺激的冒险旅程。

## 主要人物
- 楚留香：人稱「盜帥」，輕功無雙。他尊重任何人，所以從不殺人，但是沒人會懷疑他的武功。有人說，要是楚留香說晚上要偷你的褲子，你就只能在第二天裹著被子去買褲子。他經常「多管閒事」，破壞了某些人稱霸江湖的計劃，所以有人恨他，有人愛他，反正大家都會記住他。
- 胡鐵花：跟楚留香一起長大的朋友，人稱「花蝴蝶」。嗜酒，屬於大智若愚的一類人 (楚留香在時，他會把裝糊塗)，由於性格的關係，他的武功是走剛猛一路的。他喜歡的女人都不喜歡他。而一旦女人喜歡上他，他卻又會逃避不敢面對。
- 張三：人稱「快網張三」，跟楚胡兩人交情相當要好。有兩樣令人羨慕的絕技：造船、烤魚。他的船雖破舊，卻很堅固，所以楚留香的船也是張三造的。但是，他愛珍珠，只要看到珍珠就手癢、想偷，所以將金靈芝頭上的珍珠偷走了，引起了一系列的故事。
- 高亞男：華山派枯梅大師的弟子，人稱「清風女劍客」。她和胡鐵花有過一段情：某年夏天，他們在莫愁湖上喝酒，胡鐵花喝醉了，糊里糊塗的就答應了要和高亞男成親。但第二天他就將這回事忘了，高亞男卻未忘，硬逼著他娶她，還說他若賴賬，她就要自殺。胡鐵花嚇得落荒而逃，高亞男就在後面追，追了兩三年，成為江湖人之間的笑談。高亞男最尊重枯梅大師，再無理的師命都會尊崇。
- 金靈芝：人稱「火鳳凰」，是「萬福萬壽園」金太夫人最小的一個孫女，性子很急，說話又急又快，同一句話總愛重複兩次。她後來愛上了胡鐵花，但由於自己跟「蝙蝠公子」的關係，最後與蝙蝠公子打算兩人自行脫離蝙蝠島，卻遭到海浪卷走，後來被楚留香等人救起一併回中原。[1]
- 原隨雲：「無爭山莊」原東園原老莊主的兒子，文武雙全，才高八斗，而且溫文爾雅，品性敦厚，卻是個瞎子。楚留香一行人的坐船沉沒，坐在棺材裏漂流，剛好被原隨雲救起，並將楚留香他們帶到蝙蝠島。其實他還有另外一個身分——蝙蝠公子。

## 次要人物
- 華真真：華山派第四代掌門華瓊鳳的玄侄孫女，負責監視華山派的當代掌門。但是，為了方便，她扮成枯梅大師的徒弟。她的堅強和勇氣，協助楚留香弄清了蝙蝠公子及其同黨的陰謀。喜歡楚留香。
- 勾子長：人很高，腿很長，輕功也很不錯。但是，他卻自稱初入江湖，所以只認得楚留香一人。他手上經常提著一個破舊的黑色的皮箱，但是一直不肯透露箱子裏裝的是甚麼。到了蝙蝠島上，他的身分才被揭開。
- 丁楓：「蝙蝠公子」的徒弟，懂得江湖中許多門派的獨門武功。他在紫鯨幫幫主海闊天的船上，企圖將楚留香等人殺死，但是他的身分卻被楚留香猜出，於是詐死，逃回蝙蝠島上。
- 英萬里：九城名捕，外號「白衣神耳」。為了追查兩個多月前開封府的巨案，追到了海闊天的船上，化名「公孫劫餘」。後來，他憑著蝙蝠公子的聲音，認出了蝙蝠公子的身分。
- 白猎：白蜡烛，熊大將軍麾下的第一高手。
- 東三娘：蝙蝠島上其中一個不見天日的「妓女」，原本應該是眼睛的地方卻只有皮膚。碰上了楚留香，令她重新生出逃離蝙蝠島的願望。很怕讓人看到她沒有眼睛的樣子。
- 枯梅大師：華山派的當代掌門，臉上從無笑容，人稱「鐵仙姑」。二十五歲時，青海「冷面羅刹」挑戰枯梅大師的師傅飲雨大師，枯梅大師代師出戰。她以大火燃起一鍋沸油，將手探入沸油中，說：「只要冷面羅刹也敢這麼做，華山就認敗服輸。」結果冷面羅刹輸了，但枯梅大師的左手，也已被沸油燒成焦骨，這也就是「枯梅」兩字的由來。
- 海阔天：紫鲸帮帮主
- 向天飞：绰号“海上孤鹰”
- 武维扬：凤尾帮帮主
- 云从龙：神龙帮帮主
- 孙老二
- 夏奇峰
- 王得志
- 李得标
- 钱风
- 鲁长吉
- 王天寿：绰号“九现云龙”
- 魏行龙：绰号“紫面煞神”
- 钱不赚：绰号“货真价实”
- 钱不要：绰号“童叟无欺”
- 杨标
- 单鹗

## 提及人物
- 铁中棠
- 巴山顾道人
- 柳吟松
- 饮雨大师
- 苦因大师
- 徐淑真
- 冷面罗刹
- 原青谷
- 原东园
- 金太夫人
- 唐大先生
- 太阴四剑
- 张碧奇：极乐宫主
- 孙不老：极乐宫主夫人，“凌波仙子，散花天女”
- 轩辕野：离愁宫主
- 宋仁钟：棺材店老板
- 熊大将军
- 如夫人
- 王维杰

## 小說目錄
1. 燃燒的大江
2. 玉帶中的秘密
3. 推測
4. 心懷鬼胎
5. 死客人
6. 白蠟燭
7. 死神的影子
8. 誰是兇手
9. 硃砂掌印
10. 第八個人
11. 兇手
12. 棺材裡的靈機
13. 海上明燈
14. 人魚
15. 虛驚
16. 船艙中的蝙蝠
17. 人間地獄
18. 地獄中的溫情
19. 蝙蝠公子
20. 決戰
21. 文無第二、武無第一
22. 又入地獄
23. 希望永在人間

## 改編成影視作品
- 1978年根據同名改編而拍成的香港邵氏電影《楚留香之二蝙蝠傳奇》（又名《蝙蝠傳奇》）
- 1984年根據同名改編而拍成的香港無綫電視劇集《楚留香之蝙蝠傳奇》

## 內容註釋
1. ↑  舊版的確沒有提到救起金靈芝之事，但後來新版有補上救起金靈芝的一段話，才讓金靈芝於桃花傳奇的登場合理化。但於最終作午夜蘭花也提及後來離開人世。

## 外部連結
- 博客來網路書店-楚留香新傳之蝙蝠傳奇簡介